# Eurhizococcus colombianus
Eurhizococcus colombianus är en insektsart som beskrevs av Jakubski 1965. Eurhizococcus colombianus ingår i släktet Eurhizococcus och familjen pärlsköldlöss.
Artens utbredningsområde är Colombia. Inga underarter finns listade i Catalogue of Life.